# Doug Young (homme politique)
Pour les articles homonymes, voir Doug Young et Young.
Meredith Douglas Young, plus connu sous le nom de Doug Young, est un homme politique canadien. Il est né le 20 septembre 1940 à Tracadie-Sheila, au Nouveau-Brunswick.

## Politique provinciale
Doug Young est élu pour la première fois à l'Assemblée législative du Nouveau-Brunswick en 1978 en tant que libéral. Il est élu chef du parti en 1982 mais démissionne la même année à la suite des mauvais résultats de son parti lors de l'élection générale de 1982. Lorsque le parti libéral forme un gouvernement sous Frank McKenna en 1987, Young devient ministre des Pêches.

## Politique fédérale
Young quitte la scène politique provinciale lors de l'élection fédérale de 1988, où il devient candidat pour le Parti libéral du Canada dans la circonscription d'Acadie-Bathurst. Il gagne l'élection.
Il soutint Stéphane Dion lors du congrès d'investiture du parti en 2006.